# Alasmidonta varicosa
Alasmidonta varicosa је шкољка из реда Unionoida. Подаци о распрострањености ове врсте су недовољни. Присутна је у Канади и Сједињеним Америчким Државама. Станиште врсте су слатководна подручја. 